# Agnosia (genre)
Pour les articles homonymes, voir Agnosia.
Genre
Le genre Agnosia  regroupe des insectes lépidoptères de la famille des Sphingidae, de la sous-famille des Smerinthinae et de la tribu des Smerinthini.

## Systématique
- Le genre Agnosia  a été décrit par les entomologistes Lionel Walter Rothschild et Karl Jordan en 1903[1].
- L'espèce type est Agnosia orneus.

### Liste des espèces
- Agnosia microta - (Hampson 1907)
- Agnosia orneus - (Westwood 1847)